# Гайзельвінд
Гайзельвінд (нім. Geiselwind) — громада Німеччини, в адміністративному окрузі Нижня Франконія, землі Баварія. Входить до складу району району Кітцінген.

## Розташування

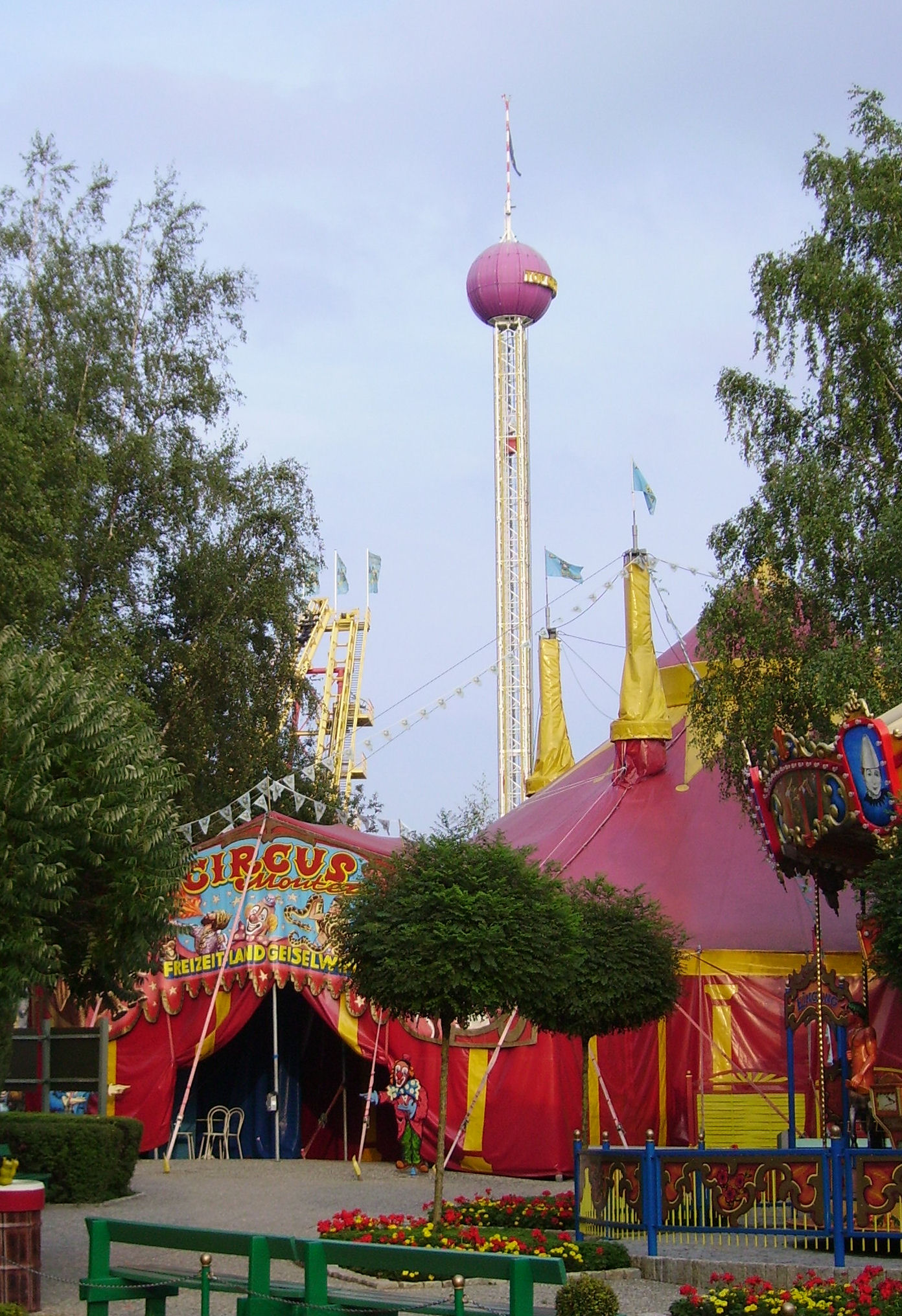

Гайзельвінд на мапі району Кітцінген.

Гайзельвінд знаходиться на схід від Вюрцбурга в адміністративному округу Нижня Франконія, земля Баварія. До адмінреформи Гайзельвінд входив до адміністративному округу Середня Франконія. Площа громади 48,77 км². Офіційний код — 09 6 75 127.

## Фрайцайт-Ланд Гайзельвінд
На території громади знаходиться парк «Фрайцайт-Ланд Гайзельвінд». У парку є чотири «російські гірки», гірка з петлями «Бумеранг», «Спуск по бурхливій гірській річці», атракціони «Обертова гондола», «Сонечко», «Брейк-данс», авіасимулятор, «Супутник», «Ікар», «Замок ельфів». 
У парку можна піднятись на повітряній кулі в повітря. На території парку знаходиться оглядова вежа висотою 95 м.
У парку проходить чотири шоу-програми: цирк, вар'єте, шоу стрибунів «Акапулько» та комедійне шоу на батутах.

## Клімат
У Гайзельвінді вологий континентальний клімат. Протягом року випадає значна кількість опадів, середньорічна норма опадів — 662 мм. Більша частина опадів випадає у липні, в середньому 78 мм. Найтепліший місяць року липень, з середньою температурою 17.6 °C. Середньорічна температура у Гайзельвінді становить — 8.4 °C.

## Населення
Населення району, станом на 31 грудня 2014 року, становить 2 351 осіб.
| Рік       | 1961 | 1970 | 1987 | 2000 | 2005 | 2006 | 2010 | 2011 | 2013 | 2014 |
| --------- | ---- | ---- | ---- | ---- | ---- | ---- | ---- | ---- | ---- | ---- |
| Населення | 2015 | 2125 | 2016 | 2323 | 2417 | 2360 | 2380 | 2389 | 2356 | 2351 |

## Галерея

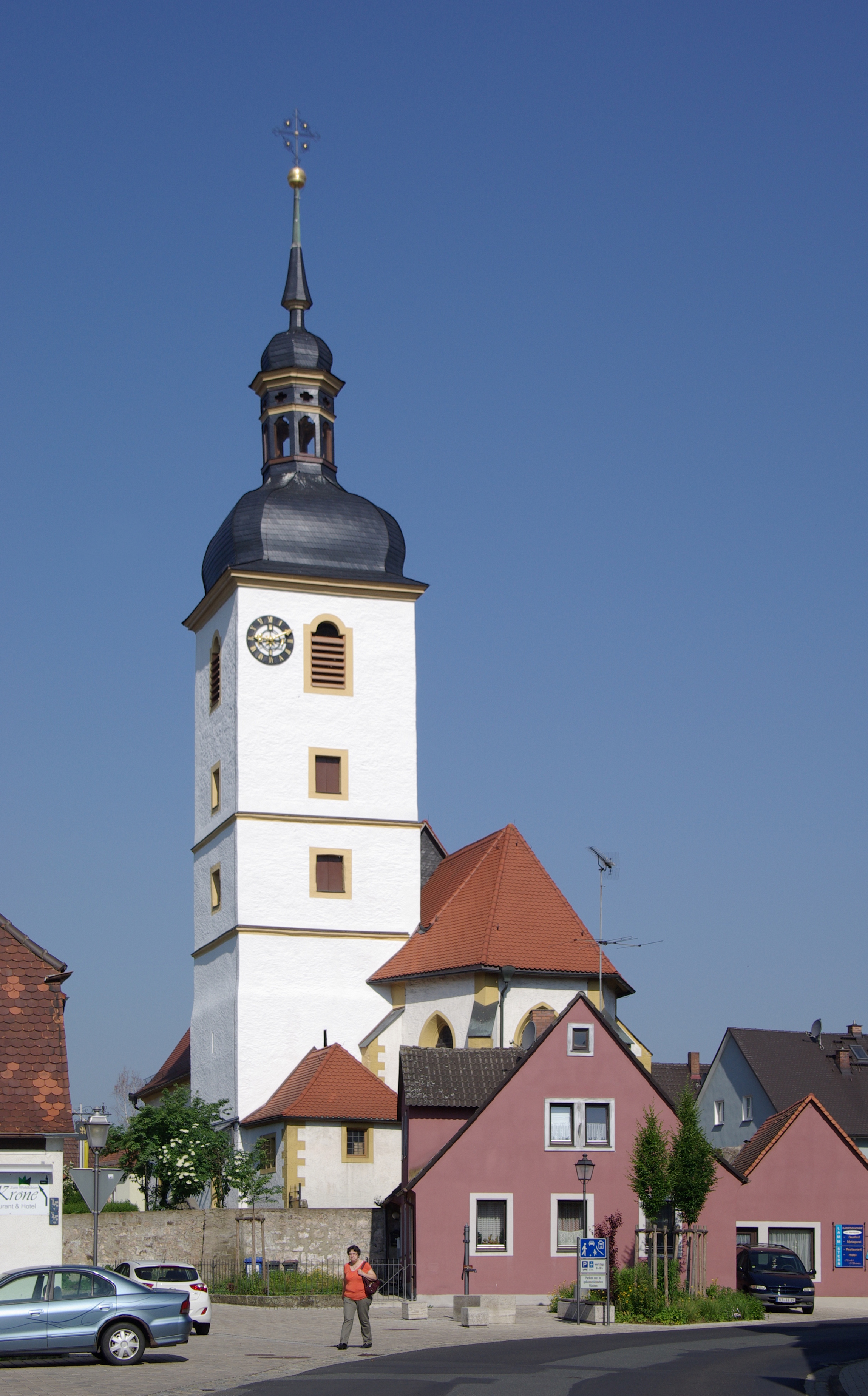
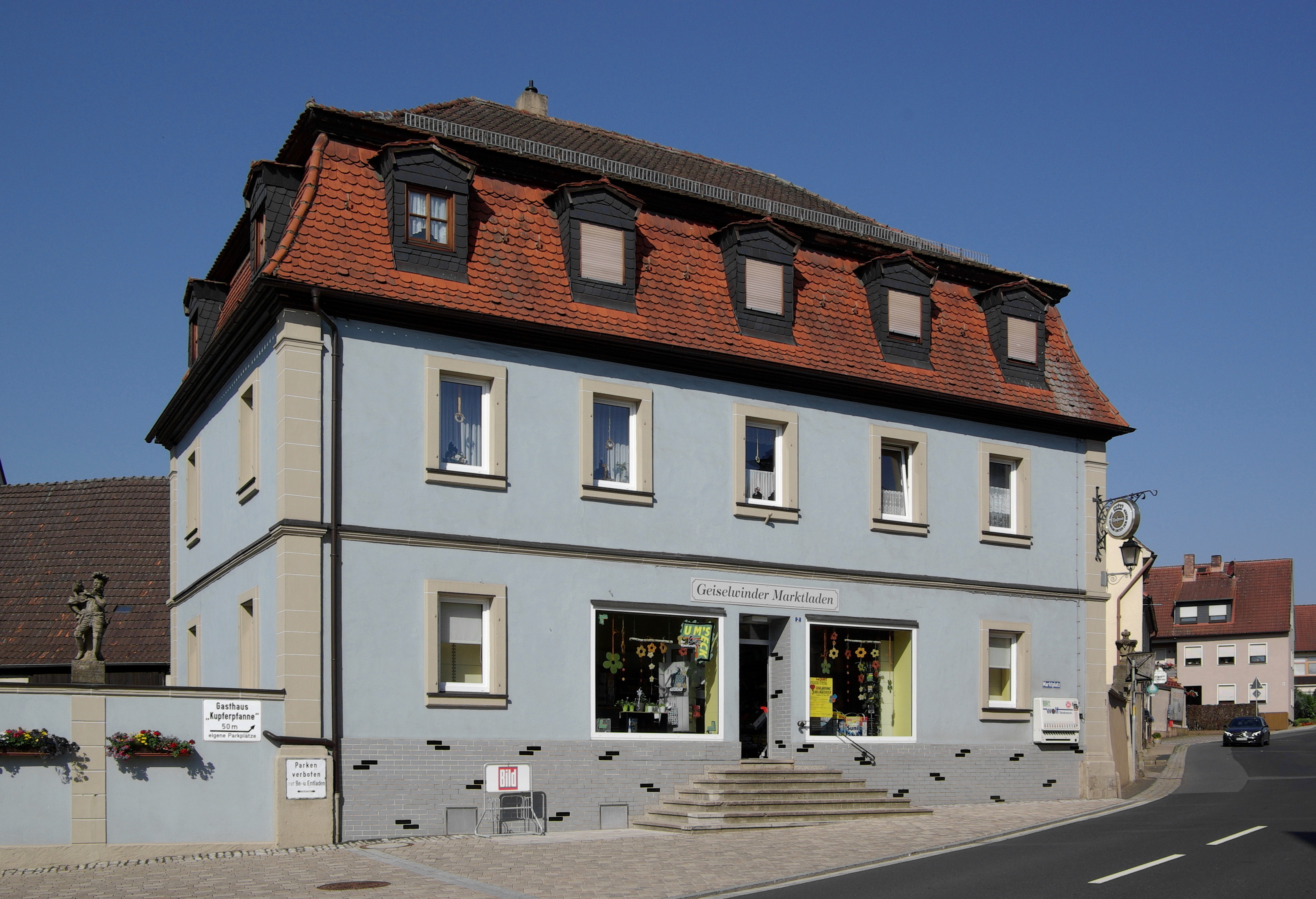
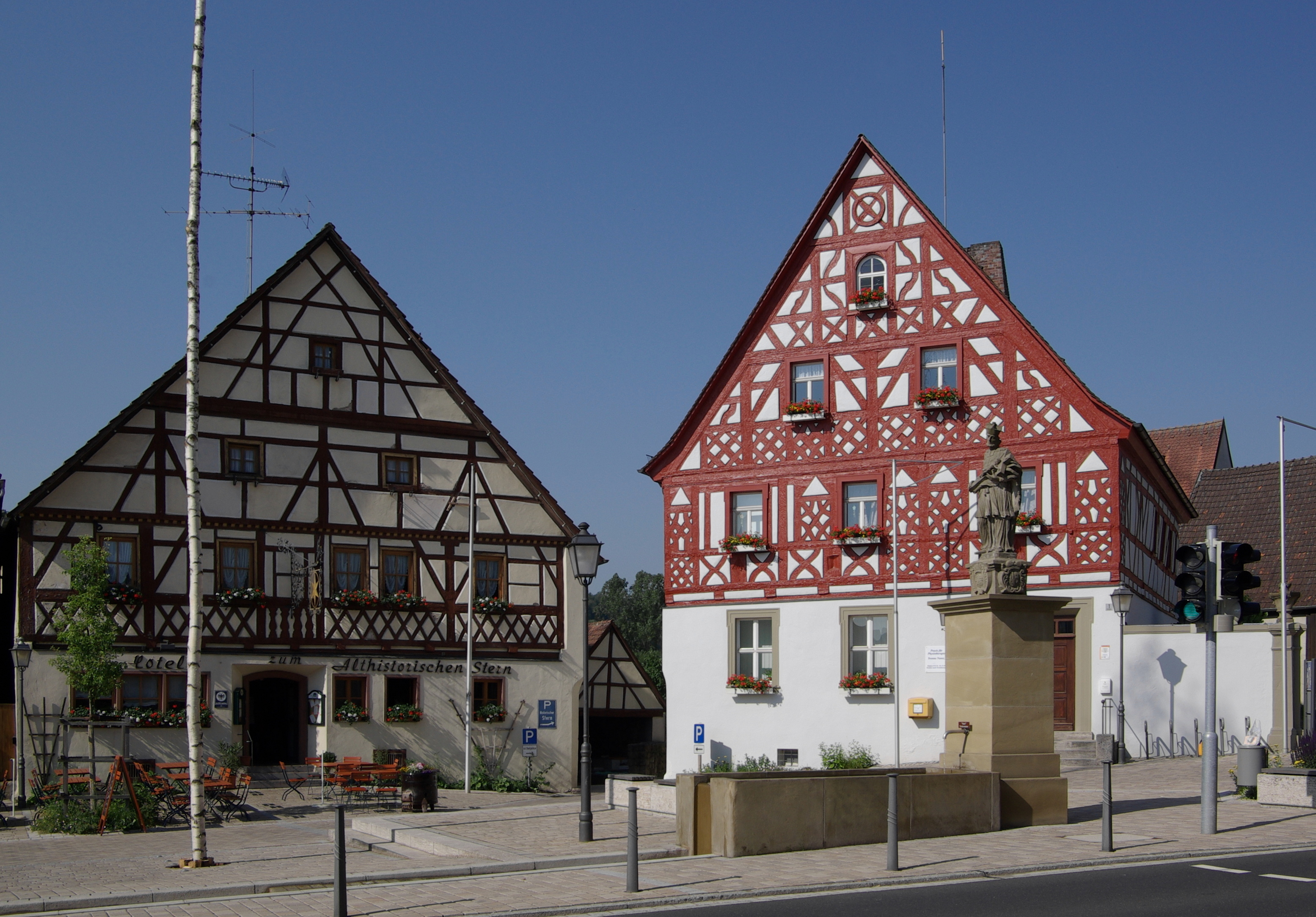
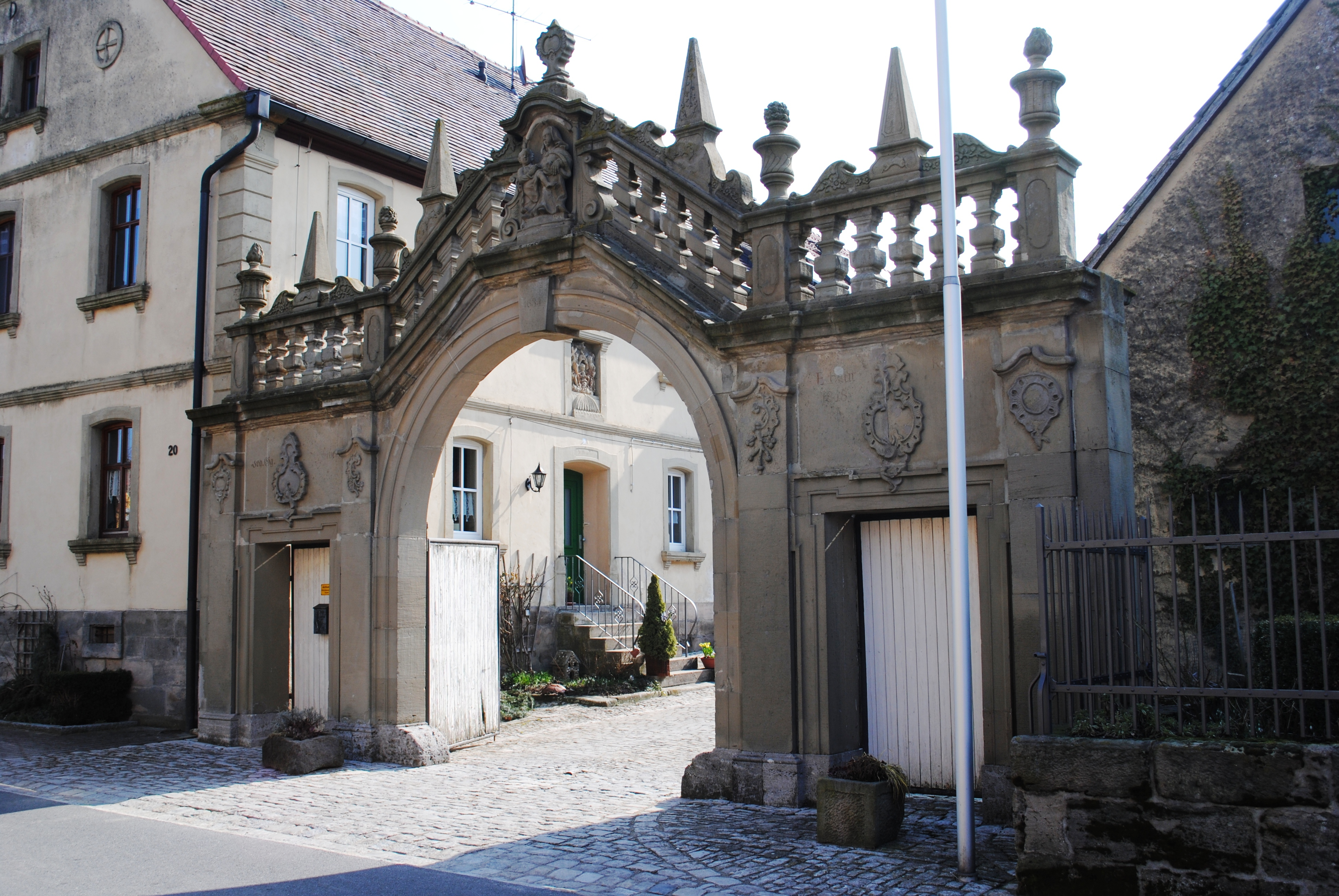
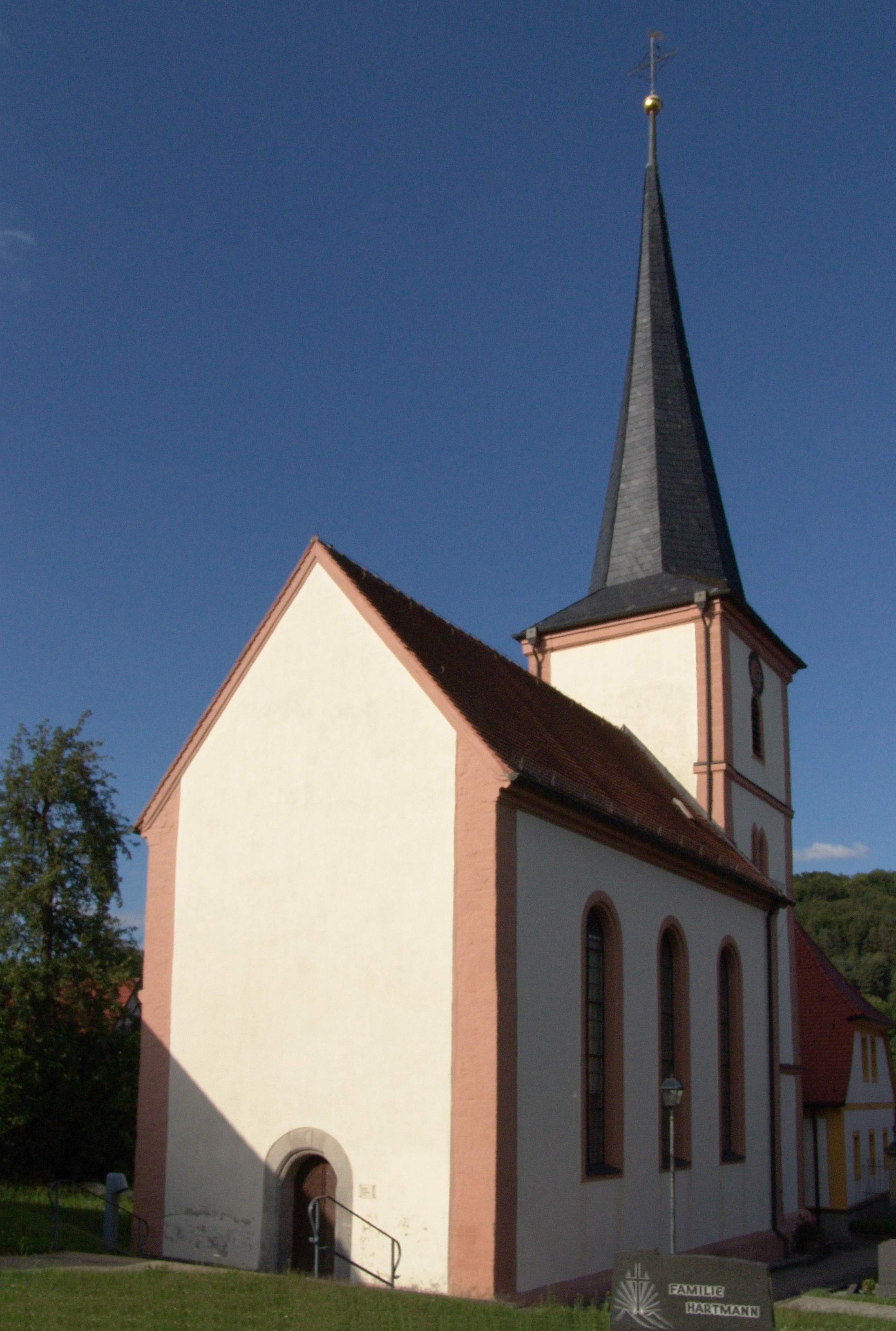
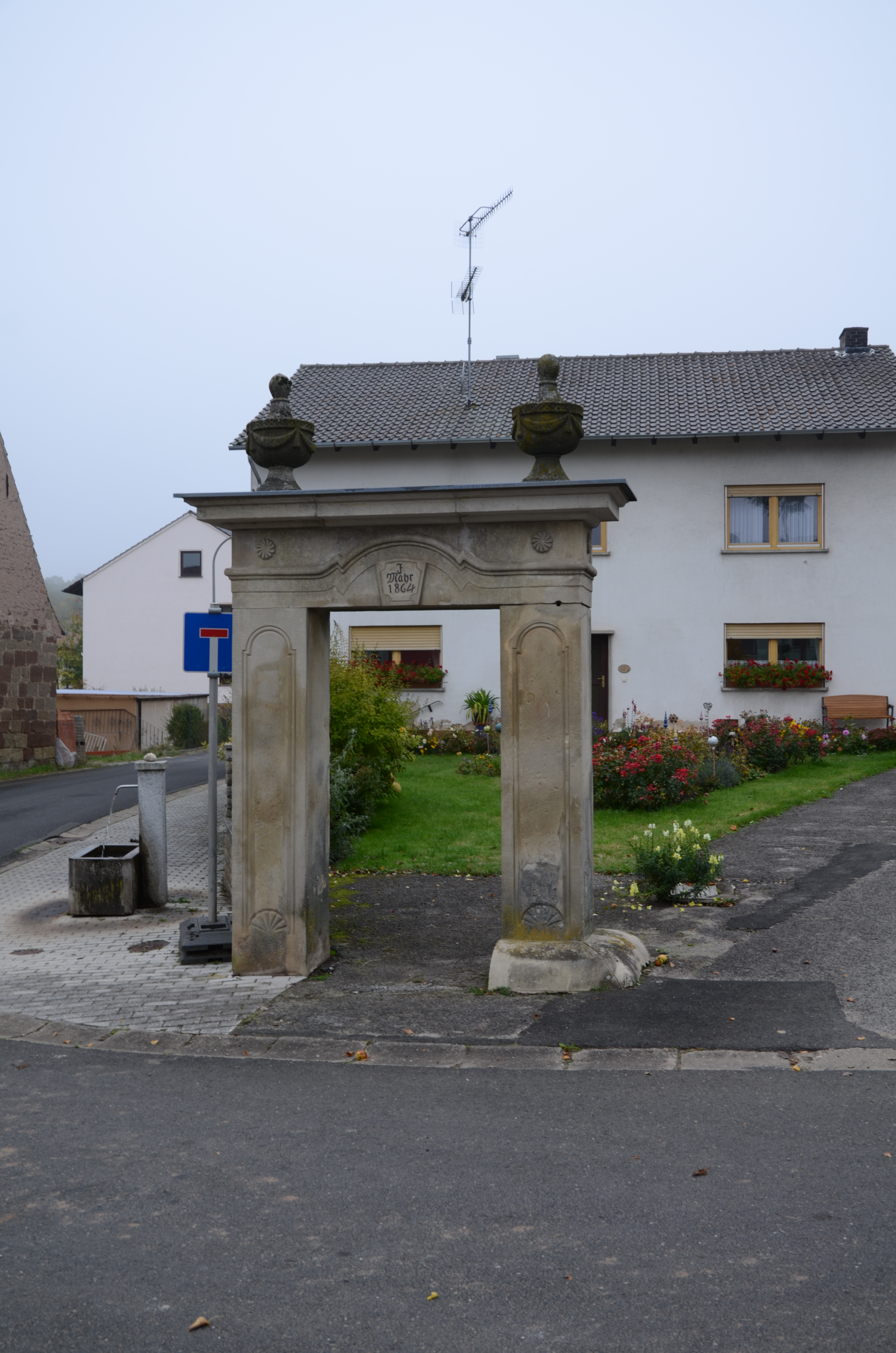
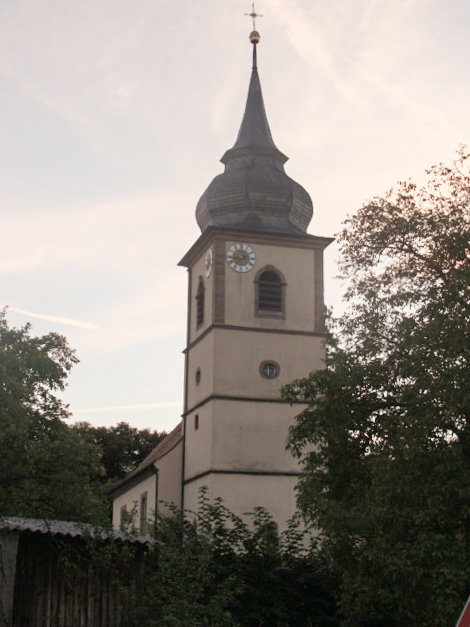
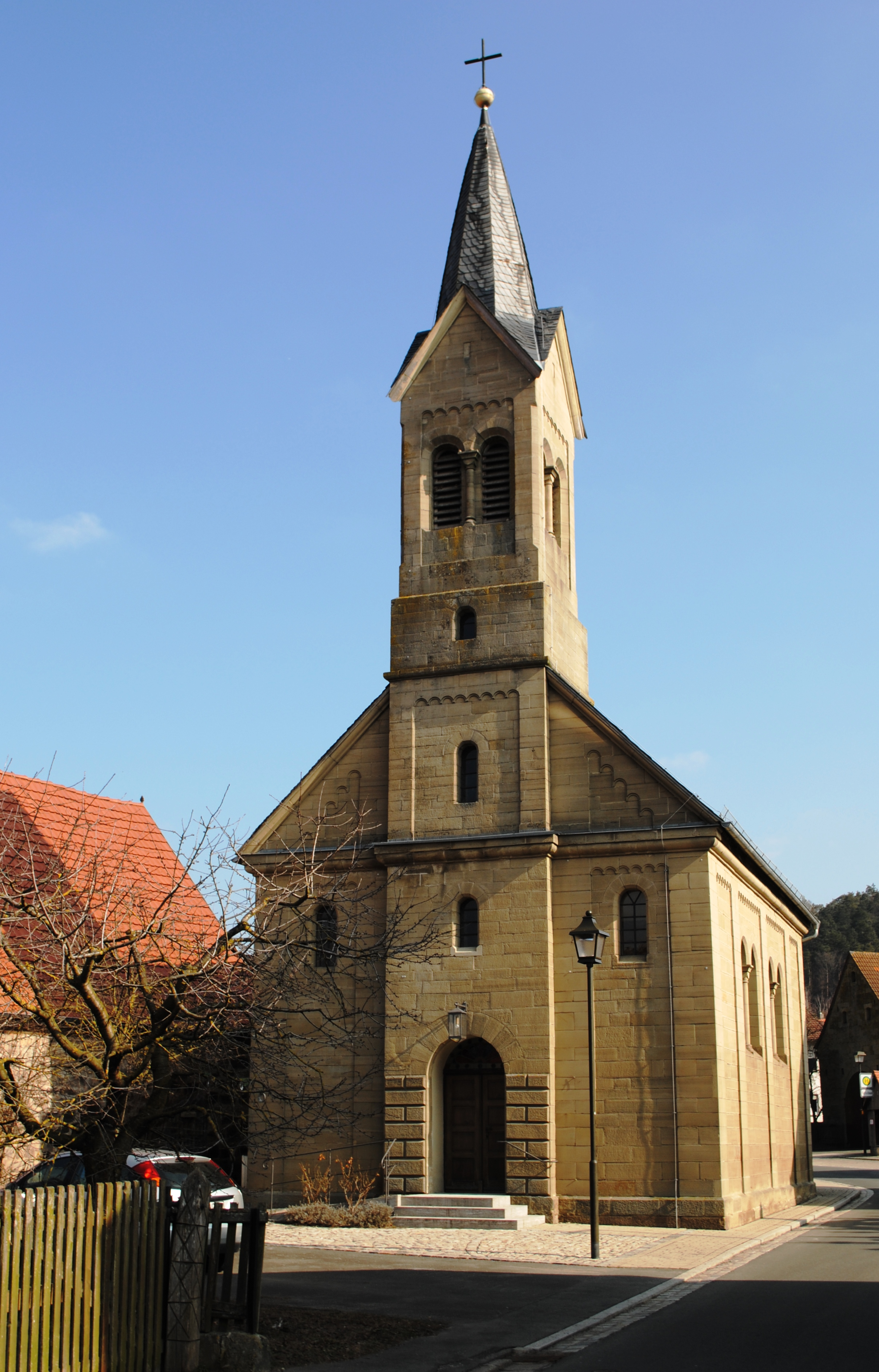
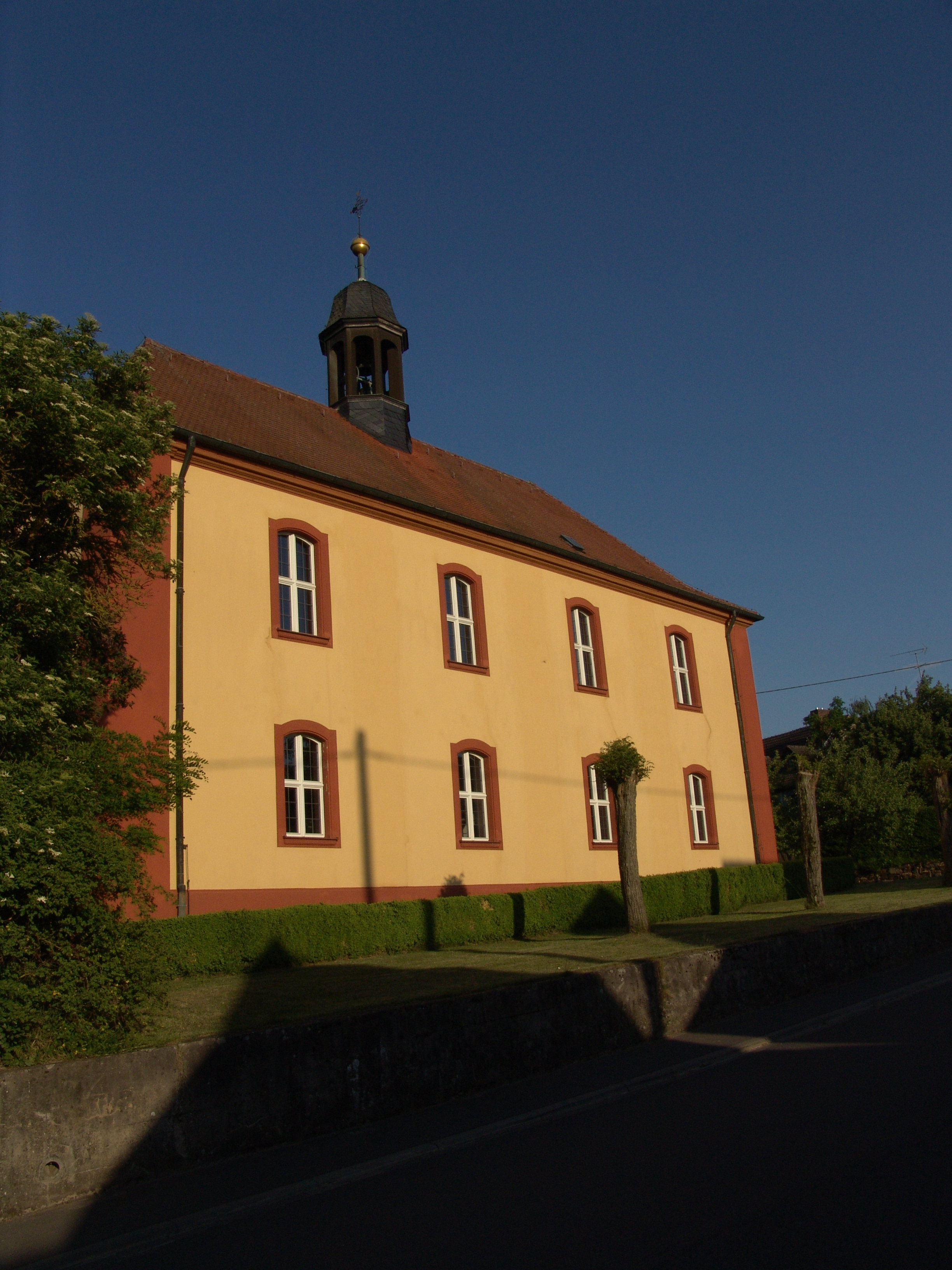
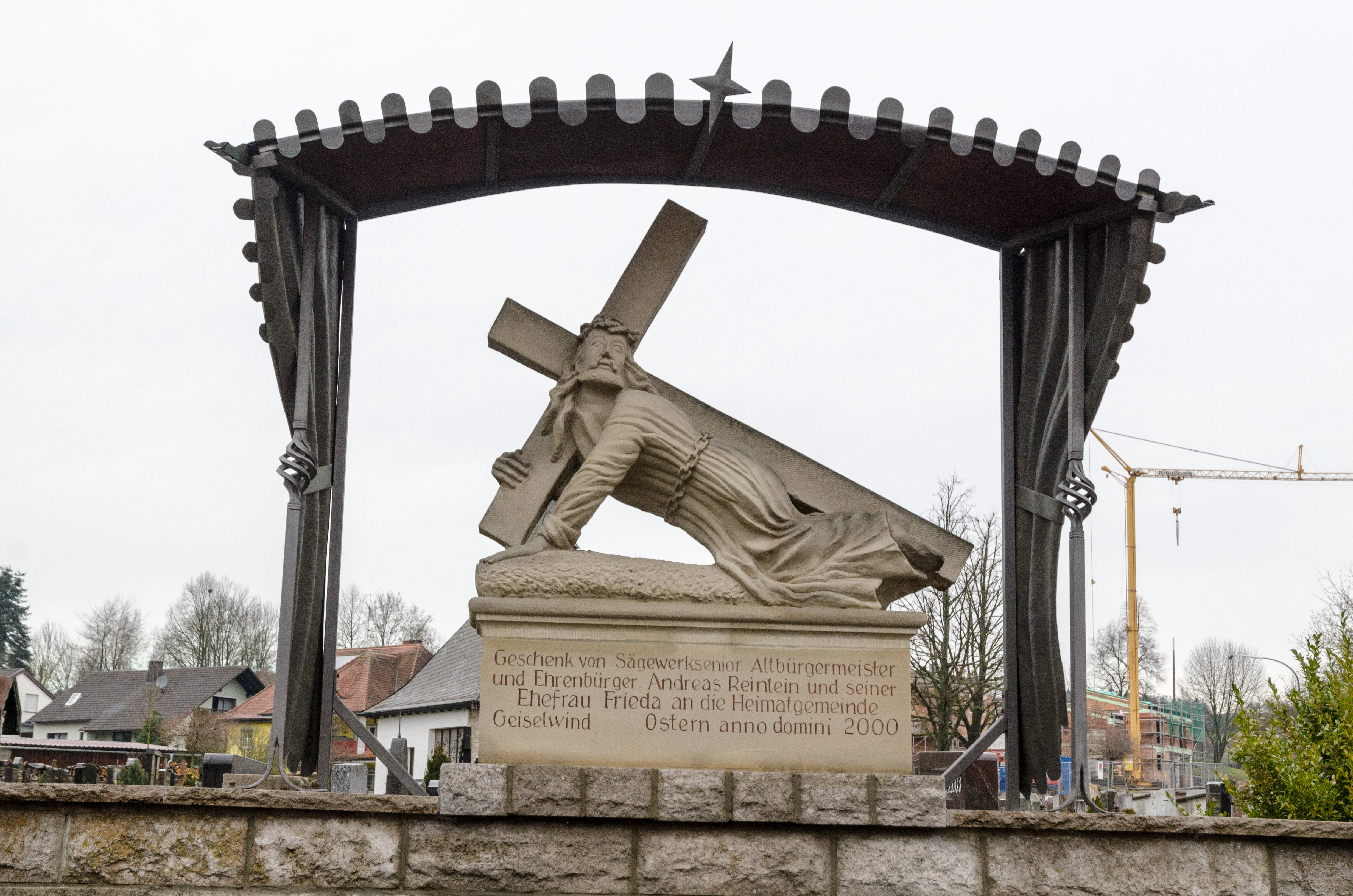
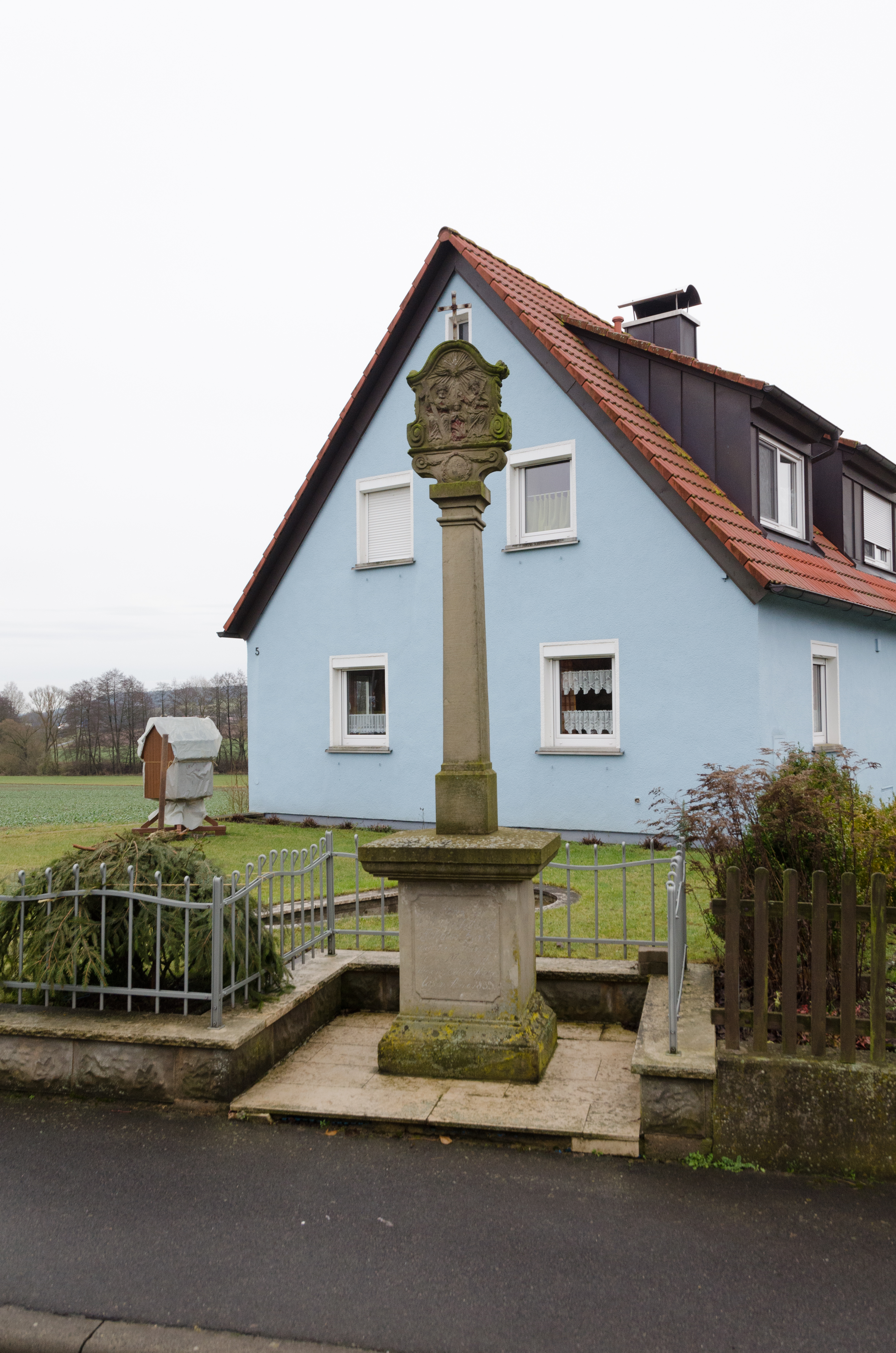
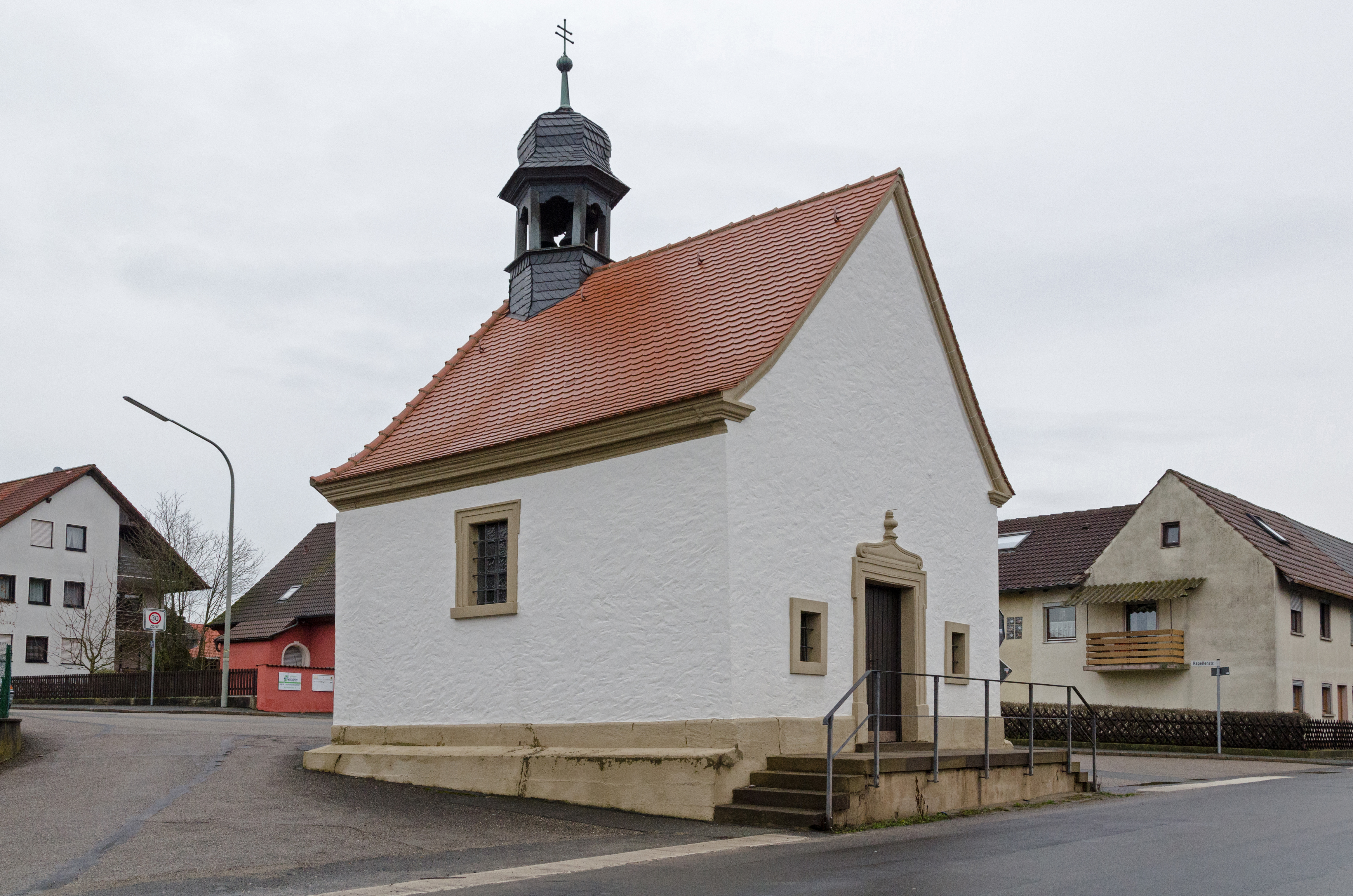
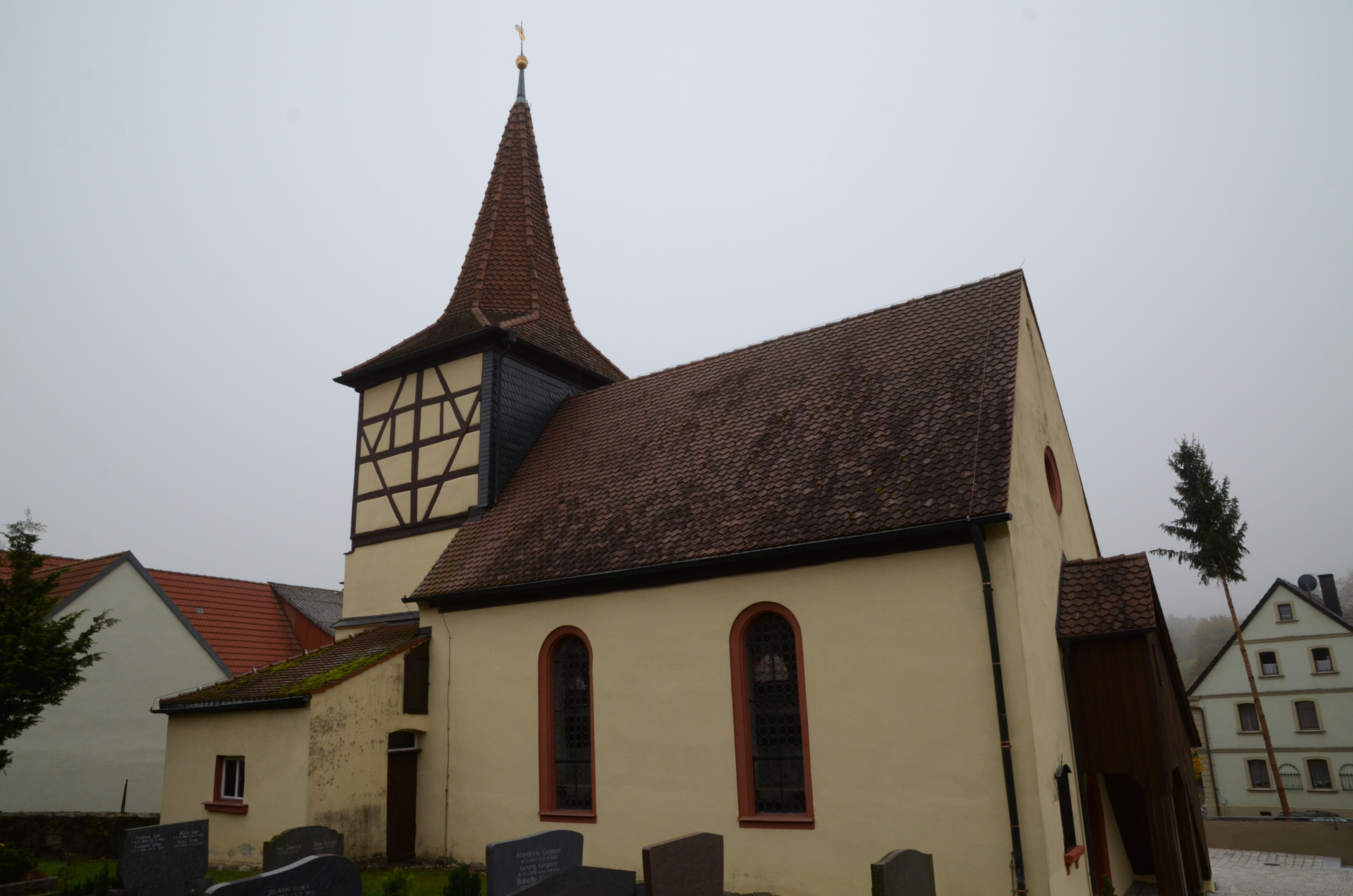
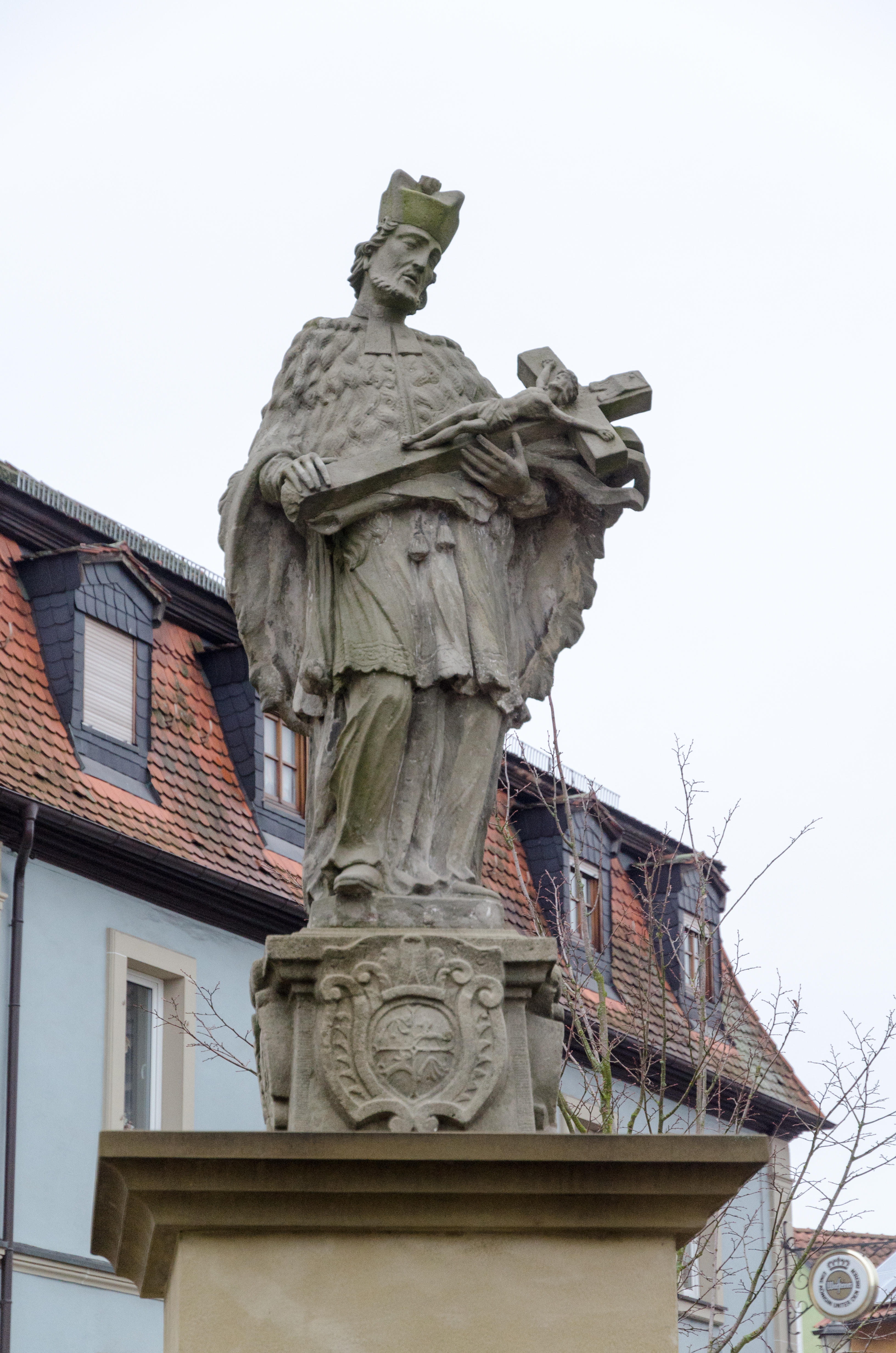
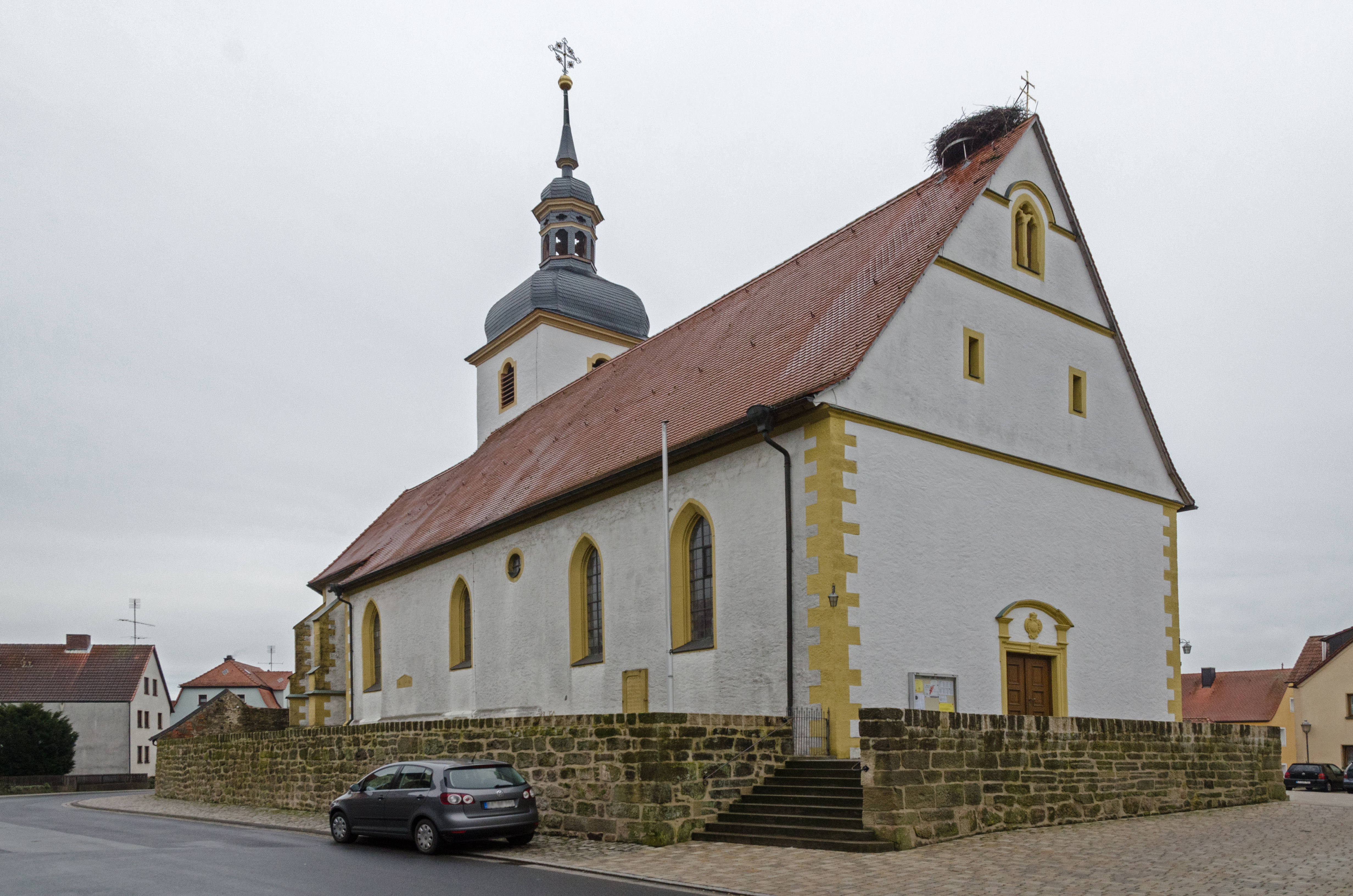
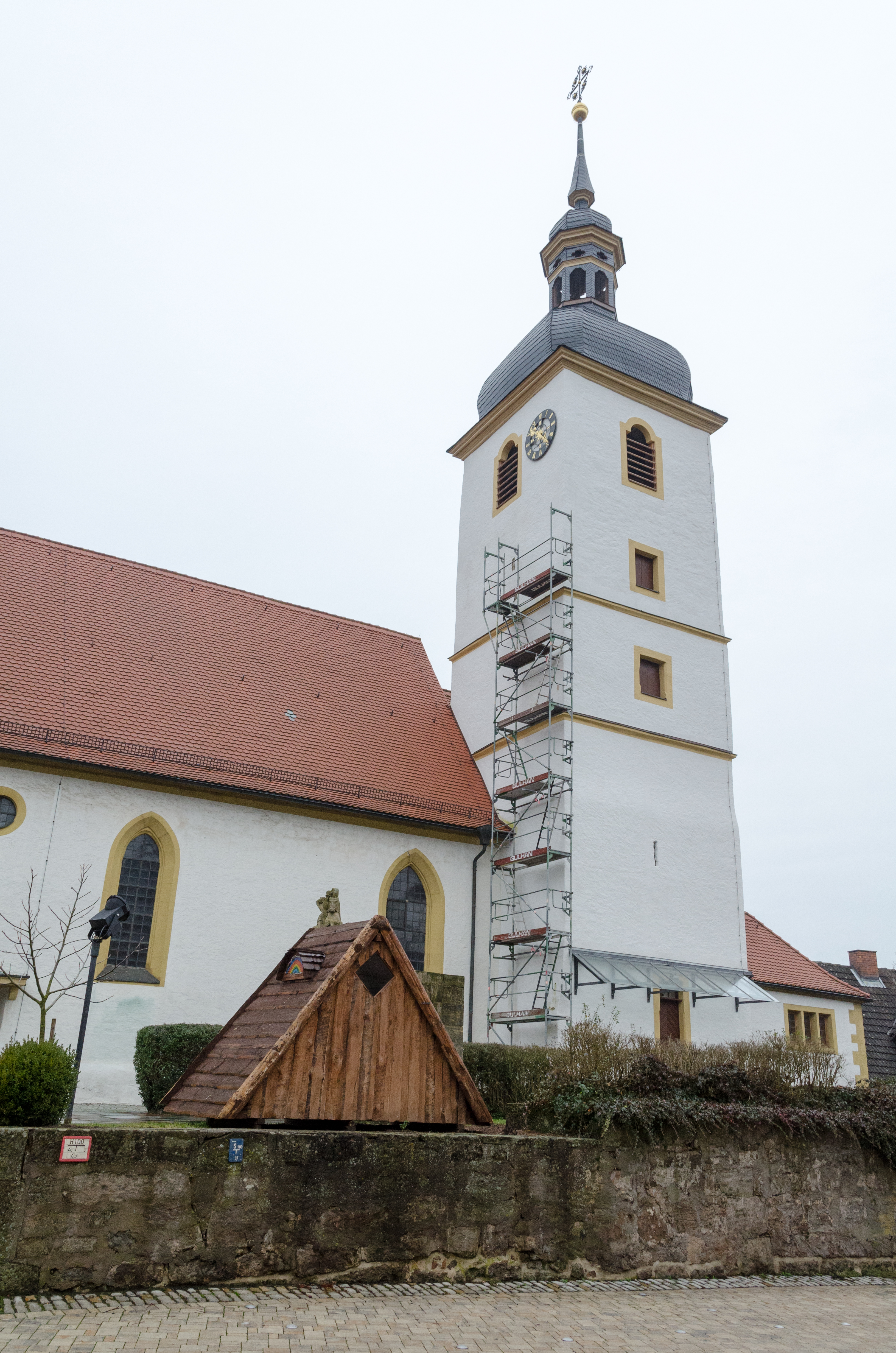
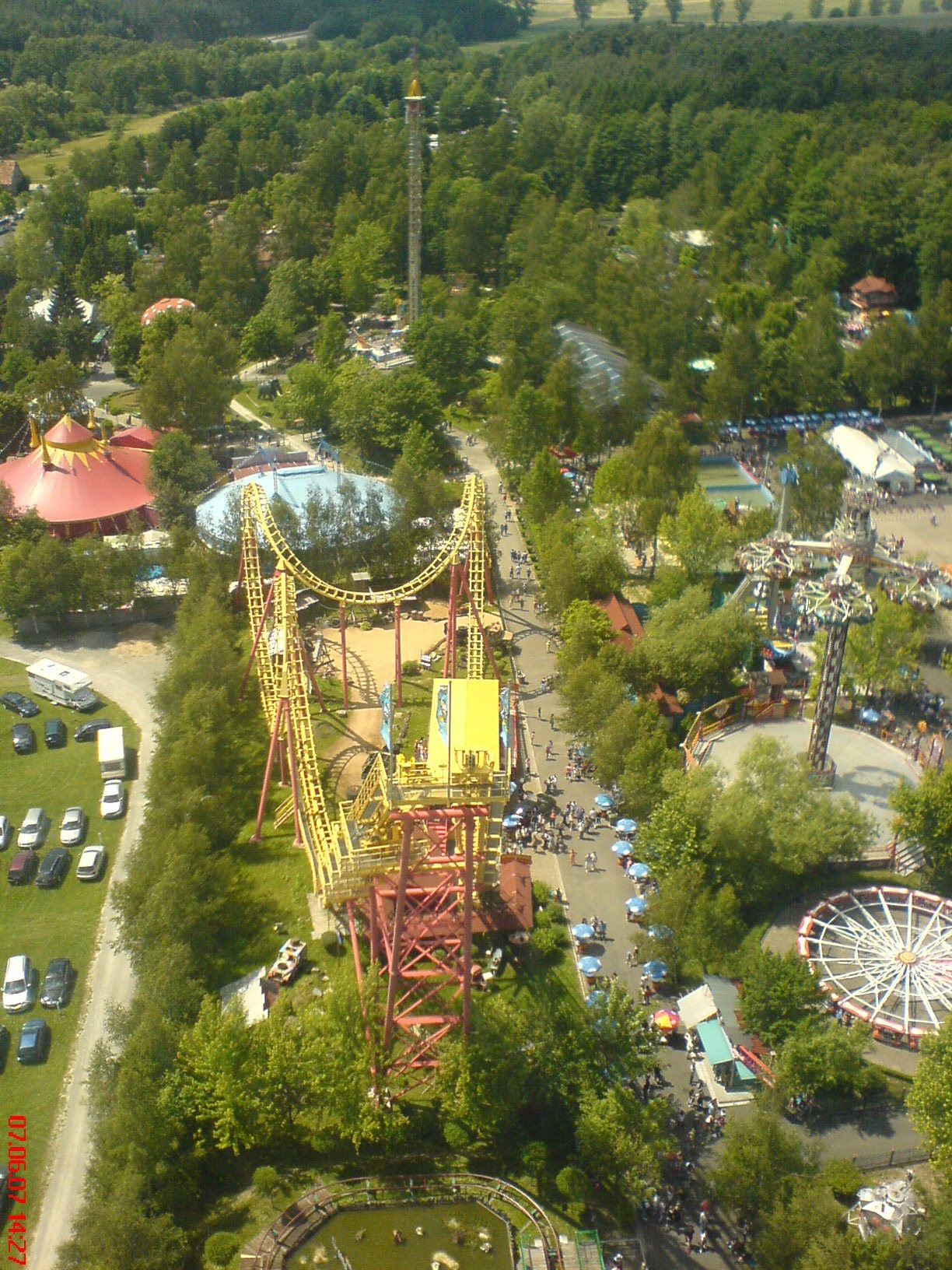
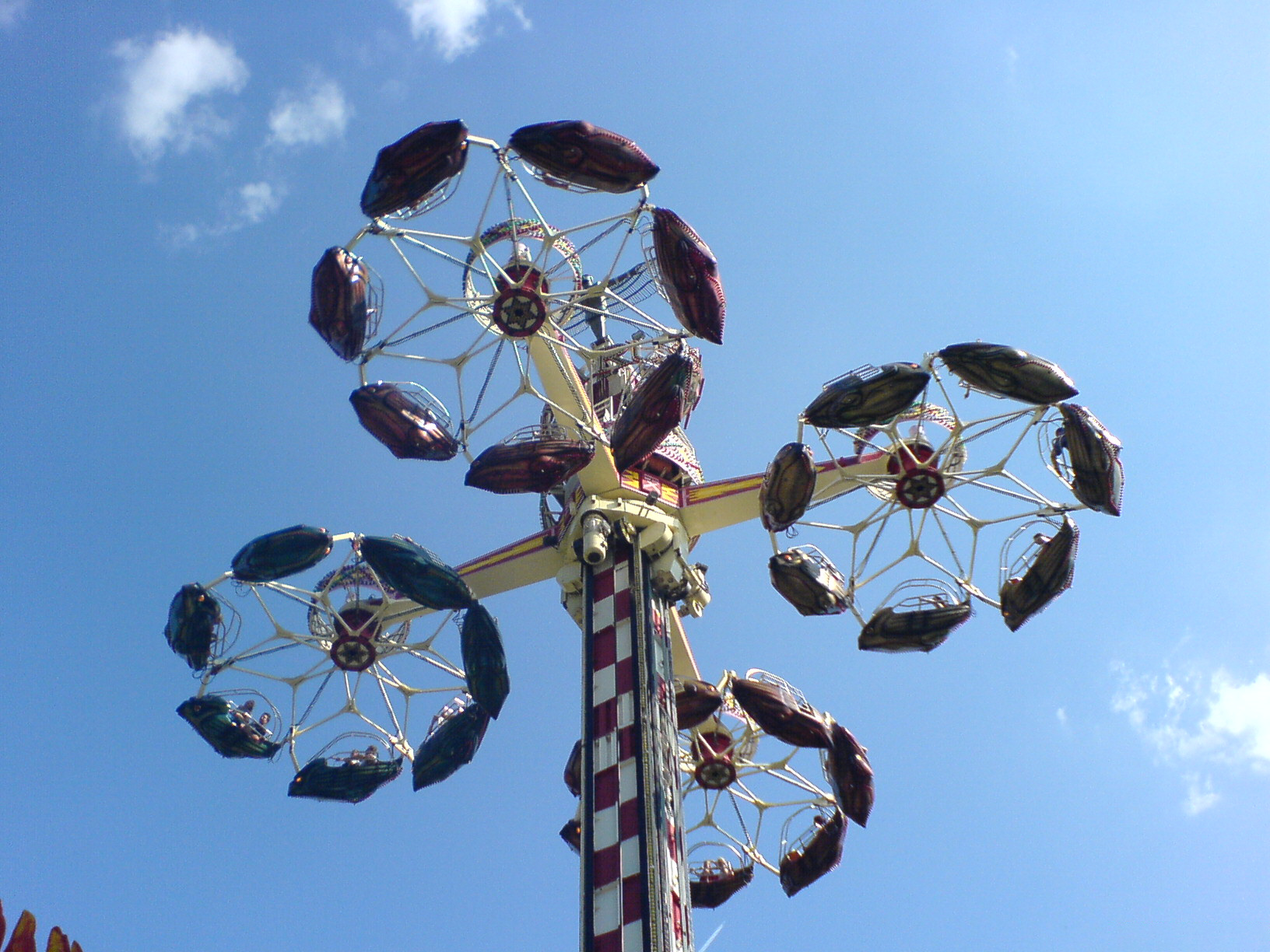
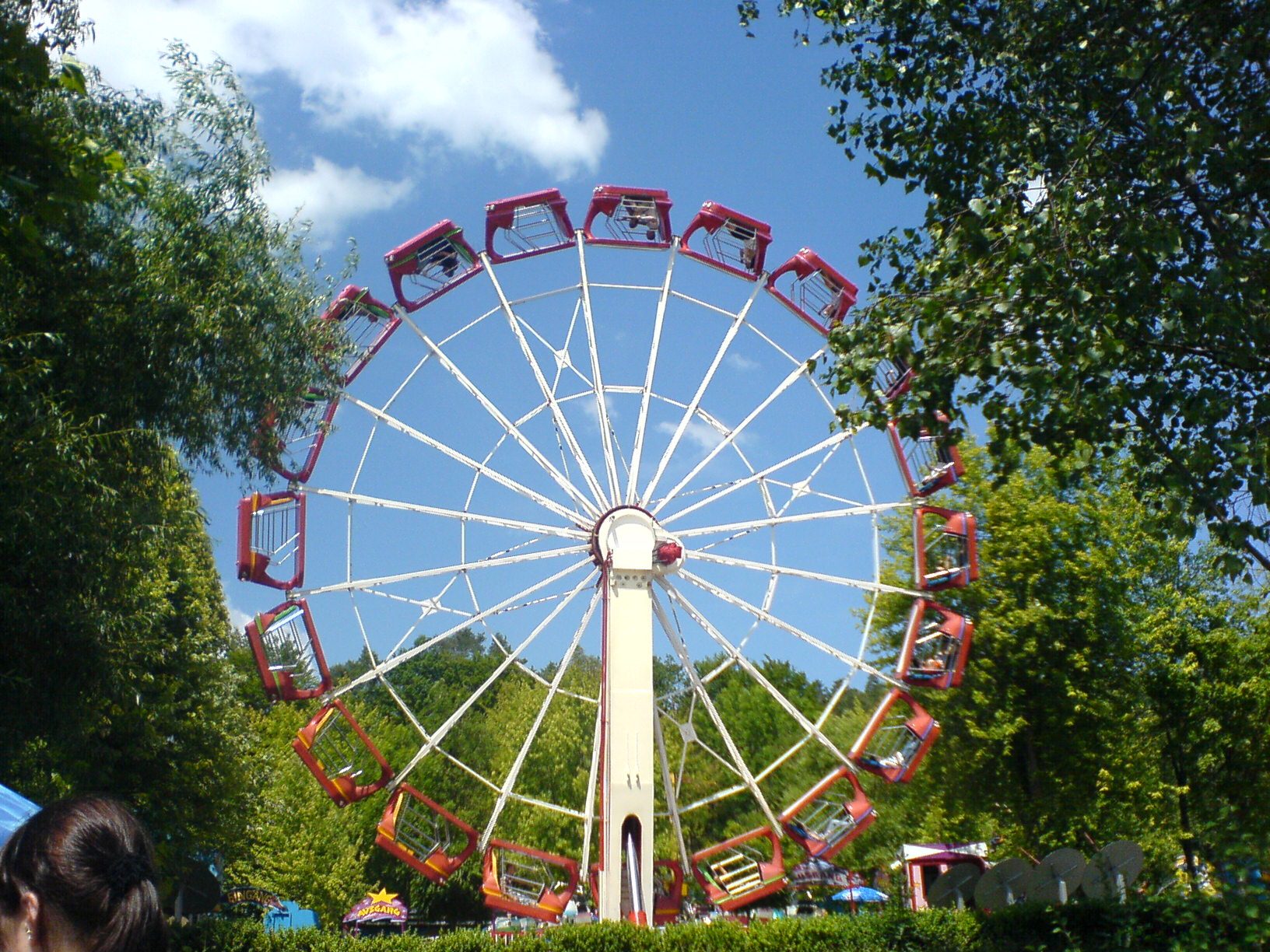
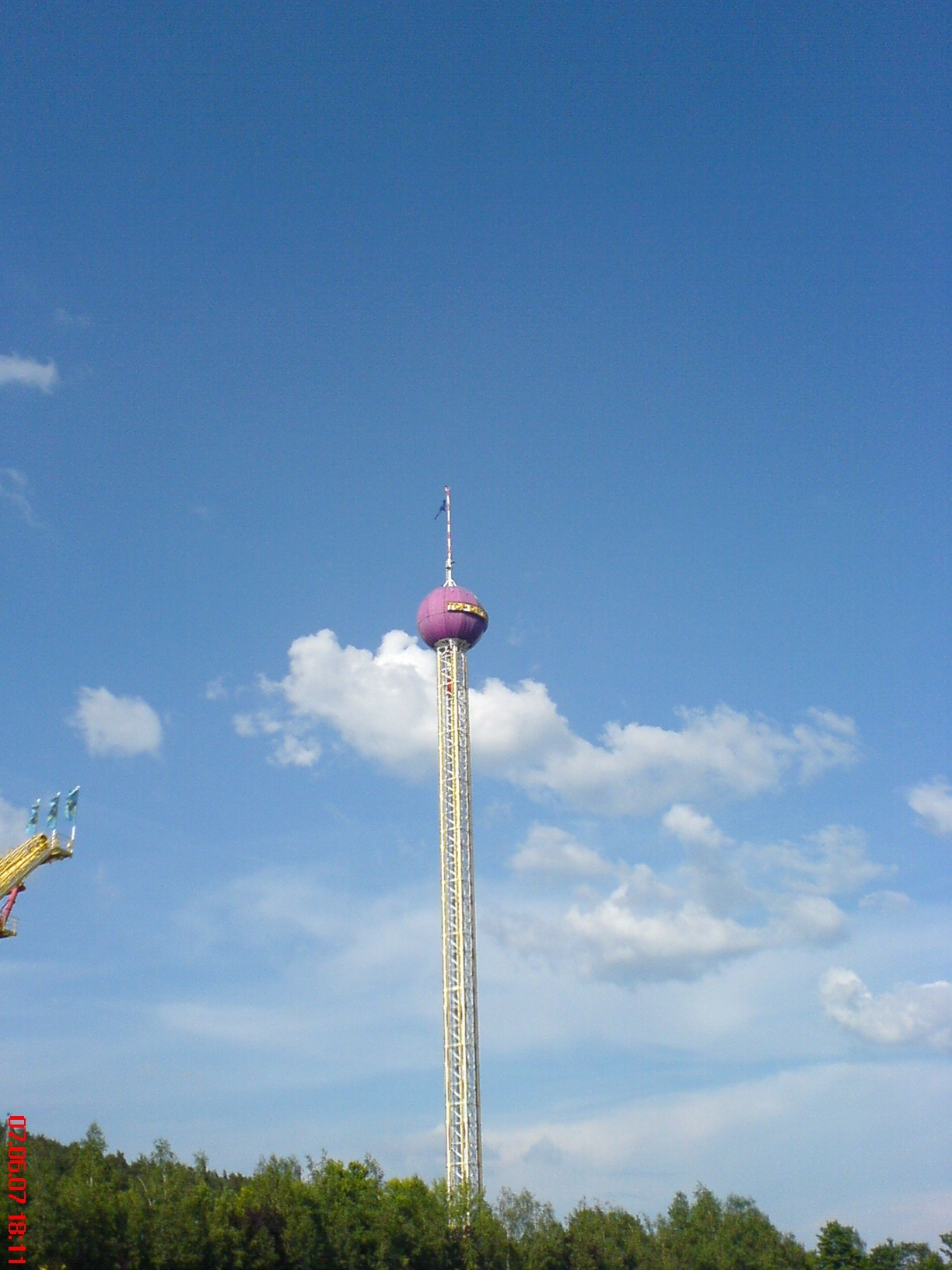